# Meniscomorpha janzeni
Meniscomorpha janzeni là một loài tò vò trong họ Ichneumonidae.